# Huracán Juliette (2001)
El huracán Juliette fue un ciclón tropical intenso con la presión barométrica más baja de un huracán de categoría 4 formado en el Océano Pacífico oriental –hasta el huracán Odile en 2014 que rompió otro récord. La undécima depresión de la temporada, el décimo tormenta nombrada, el quinto huracán y el segundo huracán mayor (también el huracán categoría 4 de la temporada) de la temporada de huracanes del Pacífico de 2001. Los orígenes del huracán Juliette se formaron desde un área de clima perturbado asociada con los remanentes de la depresión tropical Nueve del océano Atlántico se organizó directamente en la tormenta tropical Juliette en el Pacífico Oriental el 21 de septiembre de 2001. Juliette se desplazó generalmente hacia el noroeste bajo la influencia de una cresta de nivel medio hacia el norte, Juliette se fortaleció, con la ayuda de un entorno de baja cizalladura del viento. Se convirtió en huracán al día siguiente y rápidamente se intensificó a huracán de categoría 4 el 23 de septiembre. Apareció un ojo de alfiler el 24 de septiembre y Juliette alcanzó su máxima intensidad el 25 de septiembre con vientos de 145 mph (233 km/h) y una temperatura barométrica mínima. presión de 923 milibares. Juliette desarrolló raras paredes oculares concéntricas cuando alcanzó su máxima intensidad, que persistió del 24 al 27 de septiembre. El 26 de septiembre, Juliette giró hacia el norte alrededor de una fuerte depresión sobre el oeste de los Estados Unidos y comenzó a debilitarse. Pasando justo al oeste de Cabo San Lucas el 28 de septiembre con vientos de 90 mph (140 km/h), tocó tierra cerca de Puerto San Carlos como tormenta tropical mínima dos días después. Juliette cruzó la península de Baja California hacia el Golfo de California como una depresión tropical y se disipó en el extremo norte del golfo el 3 de octubre.
Juliette descargó fuertes lluvias en la península de Baja California y en Sonora, donde provocó dos muertos. Sus efectos fueron especialmente duros en Cabo San Lucas, Baja California Sur, que quedó aislado del mundo exterior por unos días. Los restos de Juliette se trasladaron al estado de California, donde provocaron tormentas eléctricas, lluvia y algunos cables eléctricos caídos. El costo total estimado de los daños fue de $400 millones (2001 USD; $612 millones 2022 USD).

## Historia meteorológica
La onda tropical que más tarde produjo a Juliette produjo primero la depresión tropical Nueve en el Océano Atlántico. Formada en el Mar Caribe, la depresión se disipó sobre América Central el 20 de septiembre de 2001, un día después de su formación. A principios del 21 de septiembre, los remanentes de Nuevos se habían reorganizado en el Pacífico y luego se convirtieron en una depresión tropical. Seis horas después, la depresión se convirtió en tormenta tropical. Sin embargo, la tormenta no se llamó Juliette hasta más tarde ese día, cuando se creía operativamente que se había formado la tormenta (que se produjo después de los informes de un cazadores de huracanes).
En un entorno de cizalladura del viento ligera, los modelos predijeron que el nuevo sistema alcanzaría la intensidad de un huracán en dos días. Dentro de las 100 millas (160 km) de la costa de Guatemala, el sistema se movió generalmente de oeste a noroeste durante los siguientes cinco días, paralelo a la Riviera mexicana. Si bien una disminución importante en la actividad de las tormentas inicialmente inhibió la intensificación, se organizó mejor el 22 de septiembre. En la tarde del 23 de septiembre, Juliette se había convertido en huracán, con vientos máximos sostenidos que alcanzaban los 120 km/h (75 mph).
Al convertirse en huracán, las imágenes infrarrojas sugirieron que el huracán había desarrollado un ojo de alfiler. Los meteorólogos también esperaban que Juliette alcanzara la categoría de huracán mayor, categoría 3 o superior en la escala de huracanes de Saffir-Simpson (EHSS). Moviéndose constantemente hacia el oeste, la tormenta se profundizó rápidamente. A las 18:00 UTC del 23 de septiembre, Juliette había alcanzado el estado de categoría 2, con vientos de 100 mph (145 km/h). Poco después, el huracán se intensificó directamente a una tormenta de categoría 4, sin pasar por la etapa de categoría 3, algo inusual para un ciclón tropical. En total, Juliette se había intensificado 60 mph (130 km/h) en 18 horas.
Después de alcanzar su punto máximo inicial como huracán de categoría 4 de gama baja, los datos de microondas y los cazadores de huracanes indicaron que Juliette se sometió a un ciclo de reemplazo de la pared del ojo. Posteriormente, Juliette se debilitó a un huracán de categoría 3 el 24 de septiembre y luego a un sistema de categoría 2 de alto nivel con vientos de 110 mph (160 km/h); sin embargo, para el 25 de septiembre, Juliette había completado el ciclo y rápidamente recuperó el estatus de huracán mayor. El huracán desarrolló temperaturas máximas de nubes muy frías,  junto con una estructura clásica de un huracán intenso y un ojo muy definido. Juliette, un gran huracán, alcanzó su intensidad máxima de 145 mph (230 km/h) y 923 milibares (27,3 inHg) el mismo día. Alrededor de ese tiempo, Reconnaissance Aircraft informó una presión central mínima de 923 mbar.

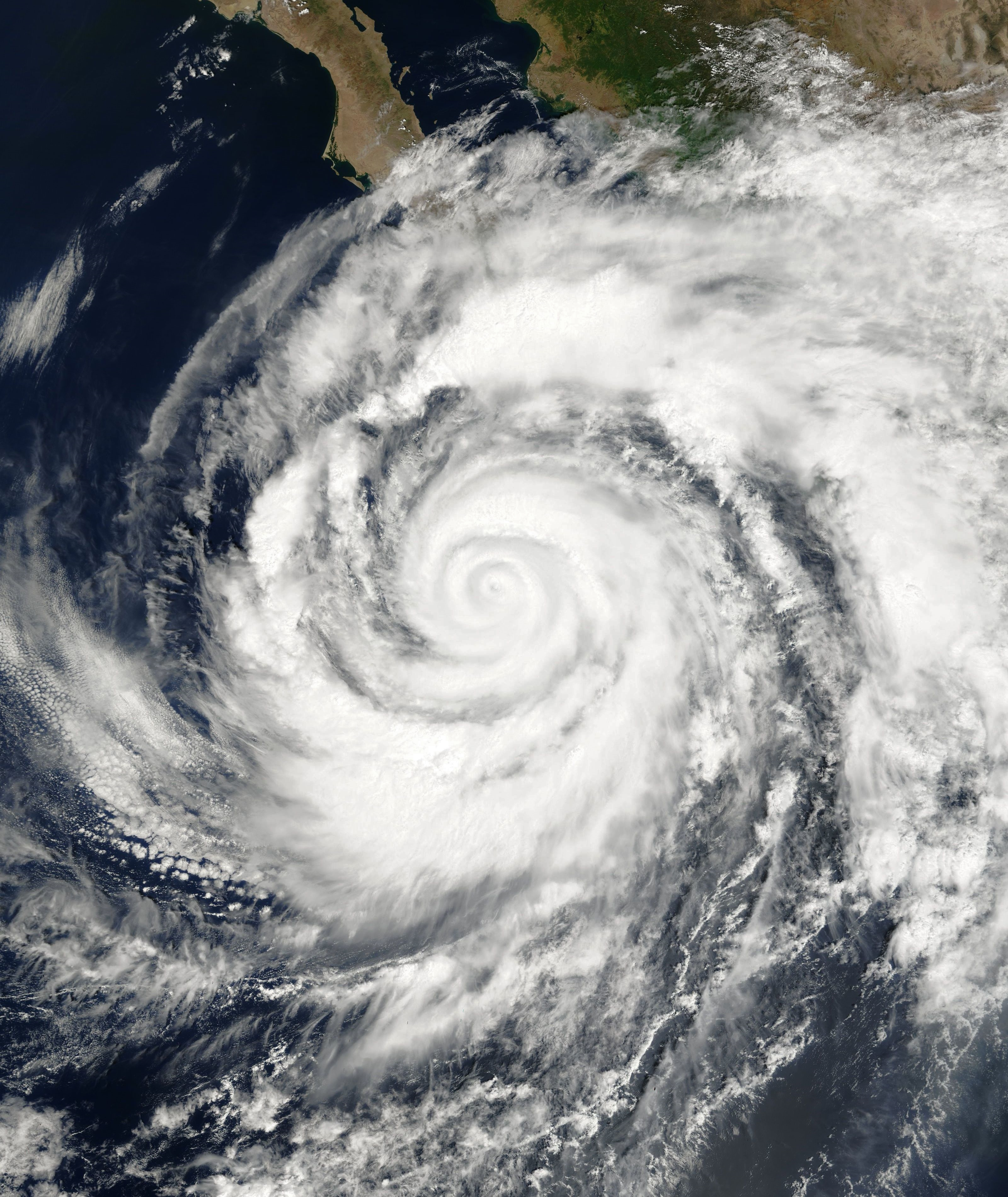
El huracán Juliette con tres ojos simultáneos el 26 de septiembre de 2001

Poco después de su punto máximo, una fuerte depresión de baja presión llevó al huracán Juliette hacia el norte, donde el ciclón se desplazó sobre temperaturas del agua más frías. Si bien Juliette inicialmente mantuvo características de bandas bien definidas y un impresionante flujo de salida en el nivel superior, otro ciclo de reemplazo de la pared del ojo pasó factura a la tormenta; esta vez se formaron tres paredes del ojo centradas en comparación con las dos normales, una ocurrencia muy rara. Moviéndose mucho más al este de lo previsto, un ojo ya no era visible en las imágenes de satélite el 27 de septiembre.
Juliette desaceleró su avance mientras continuaba hacia el norte-noroeste y se debilitó a tormenta tropical el 28 de septiembre. Aunque la actividad de las tormentas disminuyó notablemente, la tormenta tropical Juliette mantuvo una circulación atmosférica bien definida y una gran área de vientos huracanados. Una pequeña área de aguas cálidas cerca de la península de Baja California permitió que la tormenta se volviera a fortalecer hasta convertirse en huracán a primeras horas del 29 de septiembre a medida que aumentaba la convección. En ese momento, los modelos de computadora sugirieron dos posibilidades distintas de la trayectoria de la tormenta. Algunos sugirieron que el huracán Juliette podría moverse tierra adentro, mientras que otros esperaban que el huracán se desplazara paralelo a la península.
Serpenteando en alta mar, el centro pronto se hizo difícil de localizar. La circulación de bajo nivel quedó expuesta por la convección profunda a medida que el aumento de la cizalladura vertical volvió a afectar a Juliette, y la tormenta azotó Baja California cerca de Cabo San Lucas como tormenta tropical mínima a las 00:00 UTC del 30 de septiembre. Aunque los científicos notaron la posibilidad de una ligera reintensificación sobre el Golfo de California, la circulación de bajo nivel de Juliette se mantuvo mientras cruzaba la península, y se reforzó en el norte del Golfo de California  a medida que la circulación se definió mejor. Al carecer de convección profunda, se desplazó hacia el oeste, donde, después de tocar tierra en el noreste de Baja California, finalmente se disipó temprano el 3 de octubre.

## Preparaciones

### Alertas y advertencias
No mucho después de que Juliette fuera designada como tormenta tropical el 21 de septiembre de 2001, el Gobierno de México emitió una advertencia de tormenta tropical para las áreas entre Salina Cruz y Acapulco y una alerta de tormenta tropical para las áreas al oeste de Acapulco hasta Lázaro Cárdenas, Michoacán. Más tarde ese día, la advertencia se actualizó para incluir áreas a través de Zihuatanejo y una vigilancia a través de Manzanillo, Colima. Una vez que Juliette giró hacia el oeste y ya no representaba una amenaza para el país, todas las alertas y advertencias se suspendieron en la tarde del 22 de septiembre. Sin embargo, debido a la trayectoria lenta y errática del sistema el 23 de septiembre, se emitió una alerta de huracán y una advertencia de tormenta tropical. para zonas entre Lázaro Cárdenas y Cabo Corrientes. Estos avisos permanecieron vigentes hasta la tarde del 25 de septiembre, momento en el cual Juliette había cobrado impulso y se dirigió hacia el noroeste. Para el 26 de septiembre, el huracán amenazó tierra una vez más, lo que provocó alertas y advertencias para la Península de Baja California. Inicialmente, solo se emitió una alerta de tormenta tropical para el extremo sur de Baja California Sur pero, a medida que la tormenta se acercaba a la península, se declararon avisos más extensos. En la mañana del 27 de septiembre, una advertencia de huracán cubría gran parte de ambas costas de Baja California Sur, ya que se pronosticaba que la tormenta atravesaría directamente el estado. Al día siguiente, se emitió una advertencia de tormenta tropical para las áreas entre Mazatlán y Yavaros en Sonora, pero se suspendió ese mismo día. A medida que la tormenta se detuvo en alta mar y se debilitó, todas las advertencias de huracán fueron reemplazadas por advertencias de tormenta tropical que luego se cancelaron una vez que Juliette se debilitó a depresión tropical. Los meteorólogos también notaron la posibilidad de que la humedad se extienda a la parte suroeste de Estados Unidos.

## Impactos

### México

#### Suroeste de México
A lo largo de las áreas costeras alrededor de Acapulco, la tormenta trajo fuertes lluvias y fuertes vientos. En alta mar, un pescador murió a causa de la tormenta después de navegar directamente hacia ella. En Guerrero, las fuertes lluvias provocaron inundaciones repentinas que arrasaron dos puentes y destruyeron 20 viviendas. A medida que las lluvias continuaron cayendo durante los días siguientes, las laderas de las montañas cedieron y se produjeron deslizamientos de tierra que mataron a siete personas. Los fuertes vientos también arrancaron árboles y derribaron líneas eléctricas en varios estados. Además, dos pescadores fueron catalogados como desaparecidos después de aventurarse en olas de 5 metros (16 pies) producidas por Juliette. En todo Michoacán, el huracán dejó sin hogar a unas 1.000 personas.

#### Península de Baja California

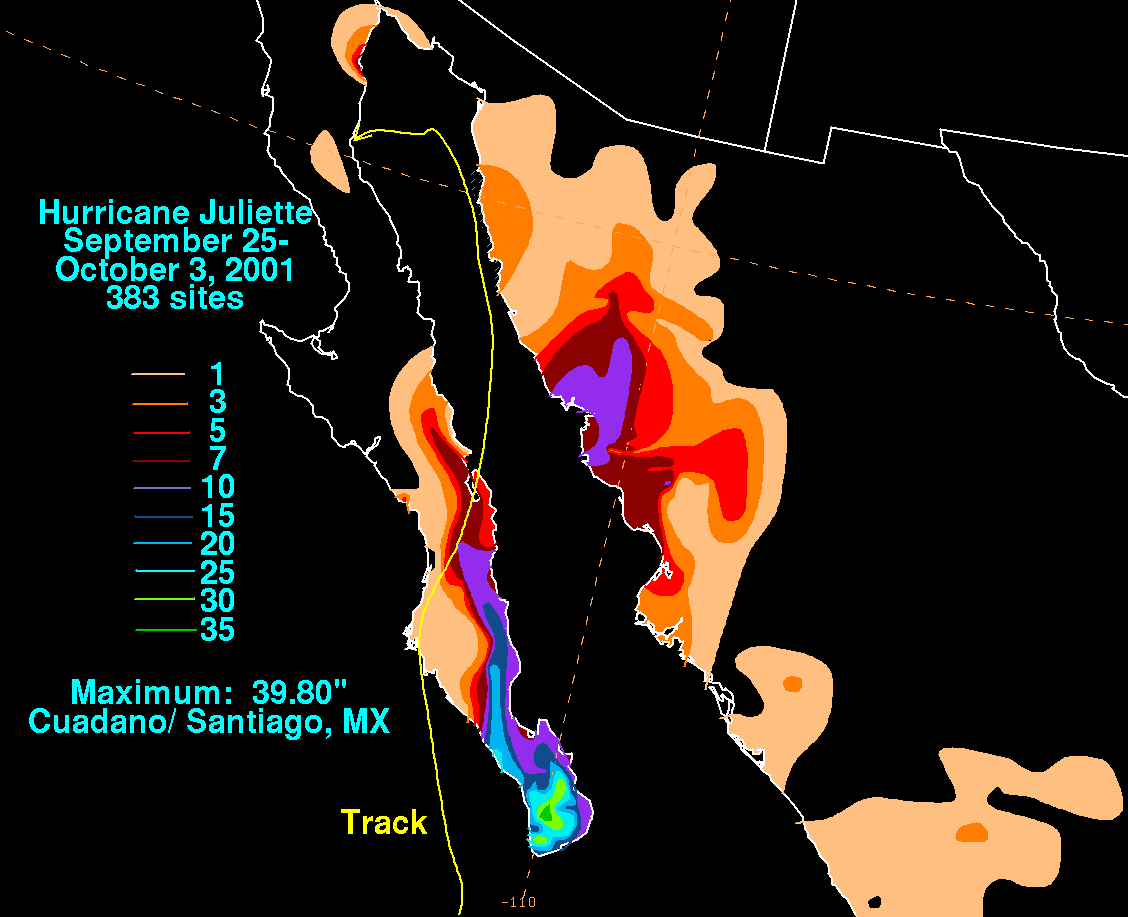
Lluvia total de tormenta para Juliette

Cuando el huracán Juliette se estancó frente a la costa de Baja California Sur, produjo fuertes lluvias prolongadas en la región. Una gran franja del estado, a lo largo de la costa este, recibió más de 10 pulgadas (250 mm) de lluvia y áreas a lo largo del extremo sur reportaron más de 20 pulgadas (510 mm). Un máximo de 39,8 pulgadas (1.010 mm) cayó en Caudaño, el total más alto jamás registrado de un ciclón tropical en el estado.
Las lluvias extremas provocaron inundaciones y deslizamientos de tierra generalizados en todo el estado. A lo largo del extremo sur de la península, unas 3.000 personas quedaron varadas después de que su pueblo quedara aislado por las inundaciones. Unas 800 personas más tuvieron que ser evacuadas debido al estado de sus viviendas. Los daños causados por las inundaciones fueron generalizados en el área, con más de 9,000 personas reportando daños a sus propiedades por la tormenta. Al menos dos personas murieron en toda la península en incidentes relacionados con tormentas. Los daños causados por el huracán Juliette se estimaron en $400 millones (2001 USD; $612 millones 2022 USD).

### Estados Unidos

#### Suroeste de Estados Unidos
Al final de la vida de Juliette y después, los remanentes trajeron una fuerte actividad de tormentas eléctricas al suroeste de Estados Unidos, derribando árboles y líneas eléctricas en el sur de California. Las precipitaciones en los Estados Unidos alcanzaron un máximo de 0,9 pulgadas en la Patagonia, Arizona.

## Consecuencias
Tras los daños significativos en los estados del sur, las autoridades mexicanas y el ejército desplegaron aviones de transporte y rescate junto con equipos médicos y suministros de emergencia. Cuando comenzaron a llegar informes de daños en Baja California Sur, el gobernador del estado declaró toda el área zona de desastre.

## Récords
En su apogeo, Juliette alcanzó una presión mínima de 923 mbar (hPa; 27,26 inHg), ubicándose como el quinto huracán del Pacífico más fuerte registrado, junto con Olivia en 1994. Sin embargo, en los años siguientes, otras cinco tormentas lo superaron y la tormenta ahora se ubica como la décima más fuerte en la cuenca. En ese momento, tenía el récord de tener la presión barométrica más baja de todos los huracanes de categoría 4 en la región, un récord compartido con Olivia; desde entonces ha sido superado por Odile en 2014 con una presión mínima de 918 mbar (hPa; 27,23 inHg).